# Đinh Tỵ
Đinh Tỵ (chữ Hán: 丁巳) là kết hợp thứ 54 trong hệ thống đánh số Can Chi của người Á Đông. Nó được kết hợp từ thiên can Đinh (Hỏa âm) và địa chi Tỵ (rắn). Trong chu kỳ của lịch Trung Quốc, nó xuất hiện trước Mậu Ngọ và sau Bính Thìn.

## Các năm Đinh Tỵ
Giữa năm 1700 và 2200, những năm sau đây là năm Đinh Tỵ (lưu ý ngày được đưa ra được tính theo lịch Việt Nam, chưa được sử dụng trước năm 1967):
- 1737
- 1797
- 1857
- 1917 (23 tháng 1, 1917 – 10 tháng 2, 1918)
- 1977 (18 tháng 2, 1977 – 6 tháng 2, 1978)
- 2037 (15 tháng 2, 2037 – 3 tháng 2, 2038)
- 2097 (12 tháng 2, 2097 – 31 tháng 1, 2098)
- 2157

## Sự kiện năm Đinh Tỵ
Năm Đinh Tỵ (1077) diễn ra cuộc kháng chiến chống quân xâm lược Tống lần thứ hai. Nhà Tống rắp tâm báo thù nên đã cử đạo quân hùng hậu do tướng Quách Quỳ, Triệu Tiết chỉ huy tiến vào nước ta. Quân dân Đại Việt dưới sự chỉ huy của tướng quân Lý Thường Kiệt lập phòng tuyến sông Như Nguyệt nhằm ngăn bước tiến của kẻ thù. Nơi đây đã vang lên bài thơ Nam quốc sơn hà, khẳng định chủ quyền lãnh thổ nước Nam do Lý Thường Kiệt sáng tác. Đến tháng 3 âm lịch, do bị thiệt hại nặng nề mà không phá vỡ được phòng tuyến của ta, quân Tống chấp nhận điều đình và rút quân về nước.
1917: Cách mạng tháng 10 Nga.
1977: Việt Nam gia nhập Liên Hợp Quốc.

## Tục ngữ
- Mỹ nhân tuổi Tỵ